# Samuel L. Southard

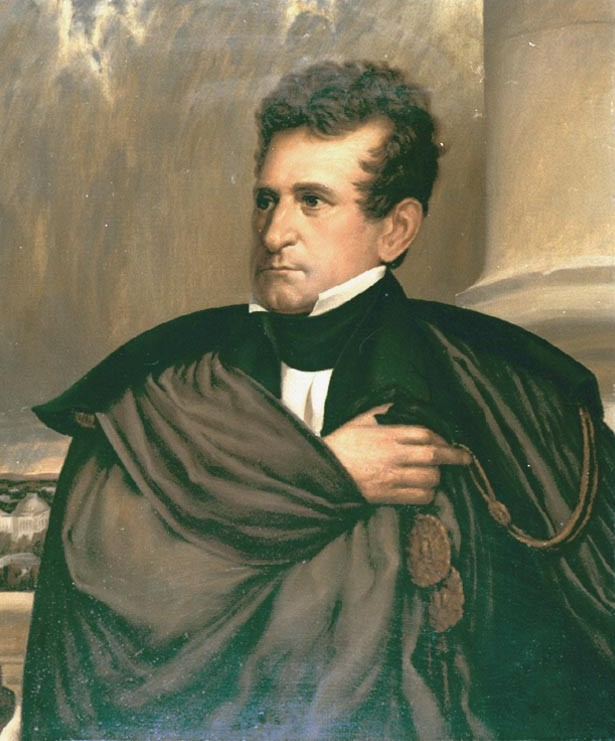
Samuel L. Southard

Samuel Lewis Southard, född 9 juni 1787 i Basking Ridge, New Jersey, död 26 juni 1842 i Fredericksburg, Virginia, var en amerikansk politiker och jurist. Han var USA:s marinminister 1823-1829. Han representerade delstaten New Jersey i USA:s senat 1821-1823 och från 1833 fram till sin död. Han var guvernör i New Jersey 1832-1833.
Southard utexaminerades 1804 från College of New Jersey (numera Princeton University). Han studerade sedan juridik och inledde 1809 sin karriär som advokat i Virginia. Han flyttade 1811 tillbaka till New Jersey. Han var domare i New Jerseys högsta domstol 1815-1820.
Southard representerade demokrat-republikanerna i senaten 1821-1823 och utnämndes sedan till marinminister av USA:s president James Monroe. Han behöll sin ministerportfölj under John Quincy Adams. Flottan växte snabbt under Southards tid som minister.
Southard efterträdde 1832 Peter Dumont Vroom som guvernör i New Jersey. Han avgick redan följande år för att efterträda Mahlon Dickerson som senator för New Jersey. Han blev en av det nya whigpartiets ledande politiker.
Southard efterträdde 1841 William R. King som senatens tillförordnade talman, president pro tempore of the United States Senate. USA:s president William Henry Harrison avled den 4 april 1841 och USA hade sedan för tillfället ingen vicepresident efter att John Tyler blev president. I vicepresidentens uppdrag hör till att vara senatens talman, ett uppdrag som i detta fall tillföll Southard. Han avgick 31 maj 1842 som tillförordnad talman på grund av vacklande hälsa och efterträddes av Willie Person Mangum. Southard avled redan följande månad i Fredericksburg.